# Епархия Сыпина

 Епархия Сыпина  (лат. Dioecesis Sepimchiaevensis ) — епархия Римско-Католической церкви с центром в городе Сыпин, Китай. Епархия Сыпина входит в митрополию Шэньяна.

## История
2 августа 1929 года Римский папа Пий XI выпустил бреве Ex hac sublime, которой учредил апостольскую префектуру Шепингкая, выделив её из апостольского викариата Шэньяна (сегодня — архиепархия Шэньяна) и апостольского викариата Жэхэ (сегодня — Епархия Жэхэ).
1 июня 1932 года Римский папа Пий XI издал бреве Litteris Apostolicis Nostris, которой преобразовал апостольскую префектуру Шепингкая в апостольский викариат.
18 мая 1937 года апостольский викариат Шепингкая передал часть своей территории апостольской префектуре Линьтуна.
11 апреля 1946 года Римский папа Пий XII издал буллу Quotidie Nos, которой преобразовал апостольский викариат Шепнгкая в епархию Сыпина.

## Ординарии епархии
- епископ Luigi Lapierre (19.02.1930 — 1.12.1952);
- епископ Paul Tch’ang (2.04.1954 — ?);
  - Sede vacante

## Источник
- Annuario Pontificio, Libreria Editrice Vaticana, Città del Vaticano, 2003, ISBN 88-209-7422-3
- Бреве Ex hac sublimi, AAS 22 (1930), p. 264  (лат.)
- Бреве Litteris Apostolicis Nostris, AAS 24 (1932), p. 370  (лат.)
- Bolla Quotidie Nos, AAS 38 (1946), p. 301  (лат.)